# نيكولا كولينز
نيكولا كولينز (بالإنجليزية: Nicolas Collins)‏ هو ملحن أمريكي، ولد في 26 مارس 1954.

## وصلات خارجية
- نيكولا كولينز على موقع ميوزك برينز (الإنجليزية)
- نيكولا كولينز على موقع ديسكوغز (الإنجليزية)